# Melocactus neryi
Melocactus neryi là một loài thực vật có hoa trong họ Cactaceae. Loài này được K.Schum. mô tả khoa học đầu tiên năm 1901.